# Thieves in the Temple
Singles de Prince
The Future
(1989) New Power Generation
(1990)
Pistes de Graffiti Bridge
Shake!
(11) The Latest Fashion
(13)
Thieves in the Temple est une chanson de Prince extrait de l'album Graffiti Bridge, bande sonore de 1990. Ajout de dernière minute, ce fut la dernière chanson enregistrée pour l'album. Le single est sorti le 17 juillet 1990 et s'est classé au Billboard Hot 100 le 22 septembre 1990 à la 6e position, à la 9e position au Hot Dance Club Songs la même date et a atteint le top du classement au Hot R&B/Hip-Hop Songs le 29 septembre 1990.

## Liste des titres
| 1. | Thieves in the Temple (Remix)      | Paisley Park   | 8:10 |
| 2. | Thieves in the Temple (House Mix)  | Junior Vasquez | 6:57 |
| 3. | Thieves in the Temple (Dub / Fade) | Junior Vasquez | 5:06 |

| 1. | Thieves in the Temple (Album Version) | 3:20 |
| 2. | Thieves in the Temple Part II         | 1:41 |

## Charts
| Pays             | Chart                 | Meilleure position | Nombre de semaines | Réf    |
| ---------------- | --------------------- | ------------------ | ------------------ | ------ |
| Allemagne        | Media Control Charts  | 12                 | 21                 | [ 3 ]  |
| Australie        | ARIA Charts           | 16                 | 10                 | [ 4 ]  |
| États-Unis       | Billboard Hot 100     | 6                  | 13                 | [ 2 ]  |
| États-Unis       | Hot R&B/Hip-Hop Songs | 1                  | 14                 | [ 2 ]  |
| États-Unis       | Hot Dance Club Songs  | 9                  | 7                  | [ 2 ]  |
| Irlande          | Irish Singles Chart   | 2                  | 5                  | [ 5 ]  |
| Norvège          | VG-lista              | 4                  | 7                  | [ 6 ]  |
| Nouvelle-Zélande | RIANZ                 | 5                  | 11                 | [ 7 ]  |
| Pays-Bas         | MegaCharts            | 8                  | 10                 | [ 8 ]  |
| Royaume-Uni      | UK Singles Chart      | 7                  | 6                  | [ 9 ]  |
| Suède            | Sverigetopplistan     | 11                 | 3                  | [ 10 ] |
| Suisse           | Swiss Music Charts    | 12                 | 8                  | [ 11 ] |